# Jardín Botánico Nymphenburg de Múnich

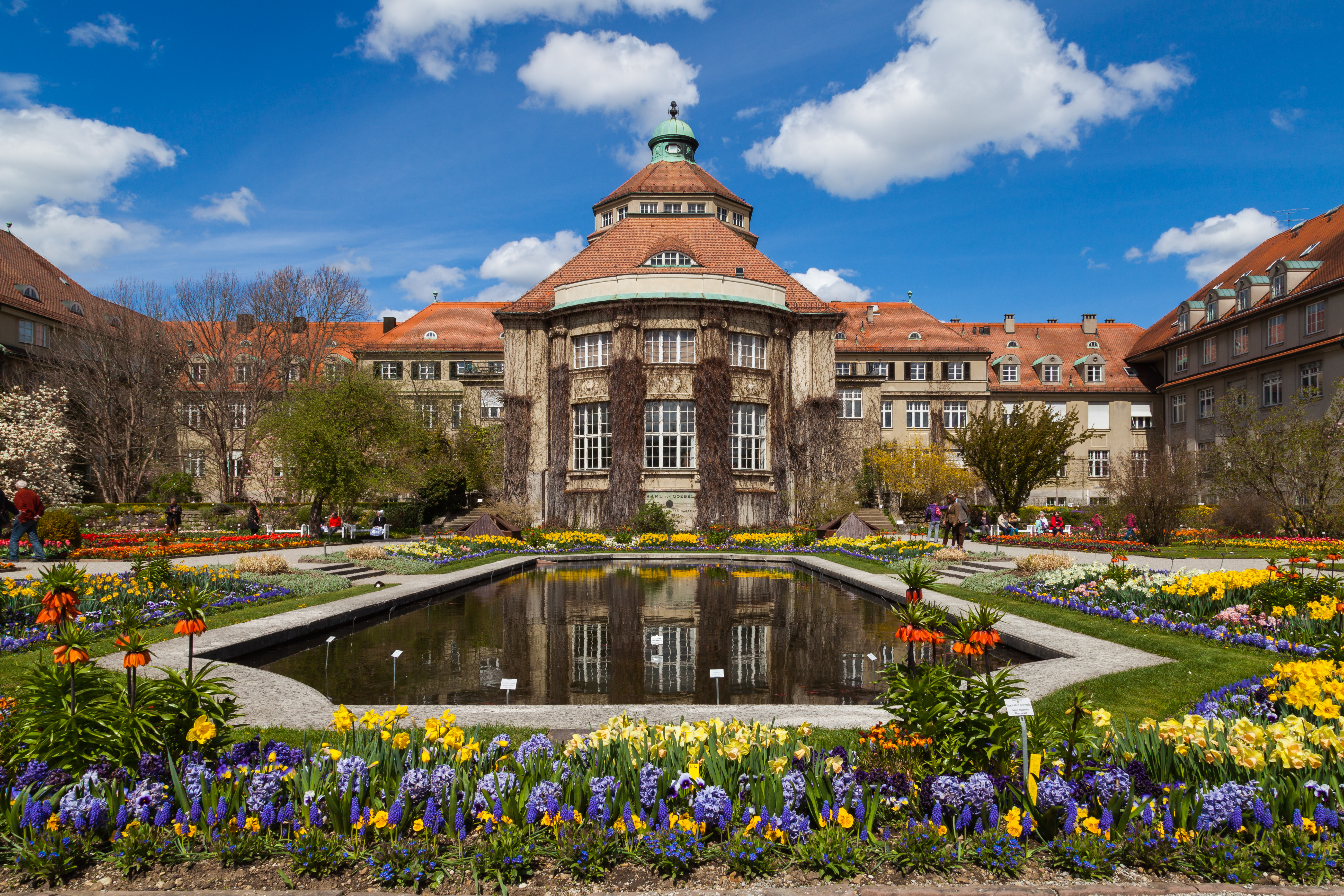
Vista del Botanischer Garten München-Nymphenburg.

El Jardín Botánico Nymphenburg de Múnich (en alemán: Botanischer Garten München-Nymphenburg) es un jardín botánico y arboreto de 22 hectáreas de extensión, que depende administrativamente de la Universidad de Múnich. Es miembro del BGCI y su código de reconocimiento internacional como institución botánica así como de su herbario es M.

## Localización

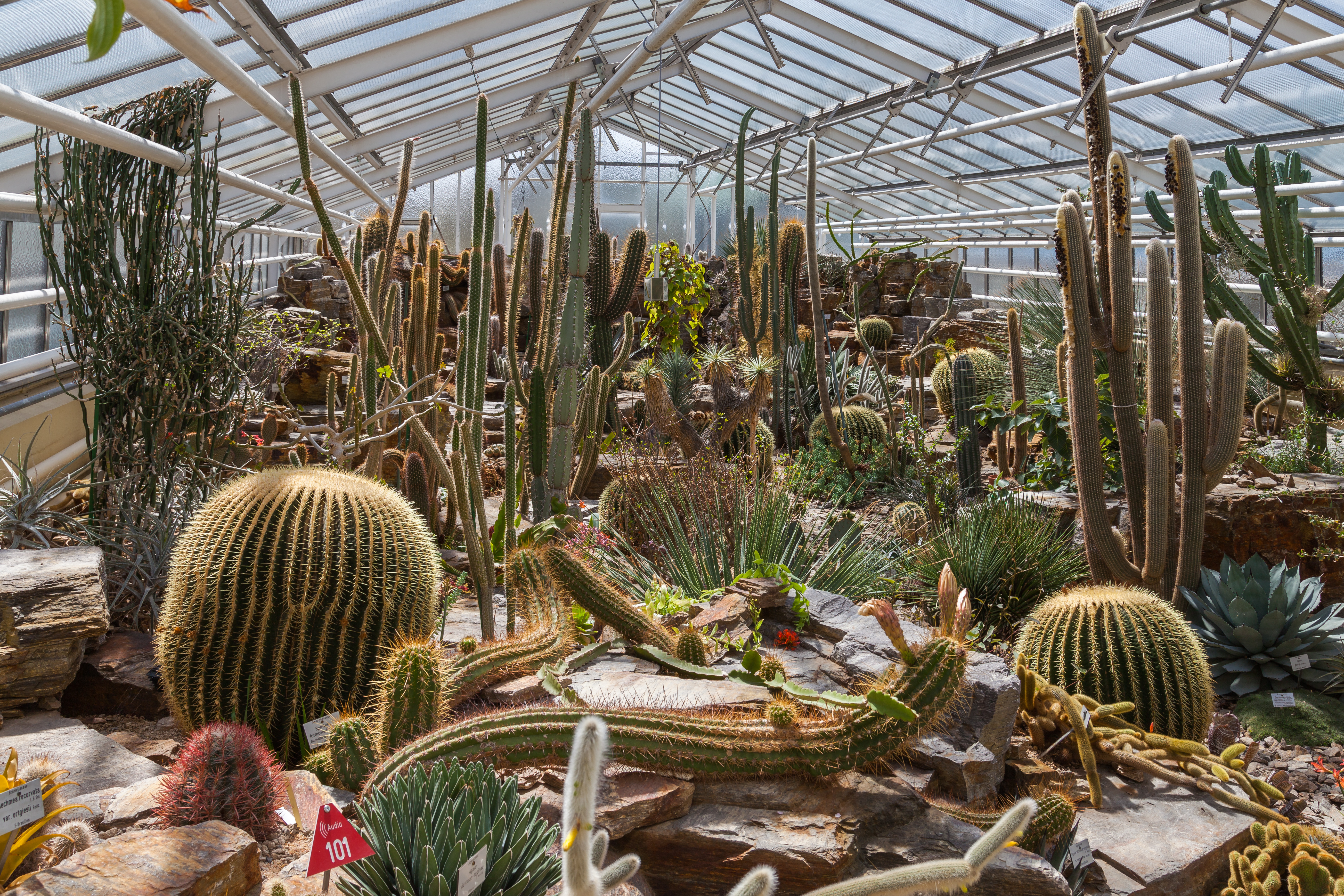
Mexikohaus.

Se encuentra ubicado en Menzinger Straße 65, Múnich, Baviera, Alemania. Se encuentra abierto todos los días de la semana; se cobra una tarifa de entrada.  

## Historia
El primer jardín botánico de Múnich, actualmente denominado como el "jardín botánico antiguo", fue establecido en 1809 con diseño de Friedrich Ludwig von Sckell cerca de Karlsplatz, donde sus remanentes son aún actualmente visibles. 
El jardín botánico de la actualidad fue creado en 1914 en las afueras de Múnich en Nymphenburg siendo diseñado por el arquitecto de paisaje Holfeld. En 1966 quedó afiliado al Botanische Staatssammlung München y al Instituto de Botánica Sistemática de la Universidad Ludwig Maximilian de Múnich.

## Colecciones

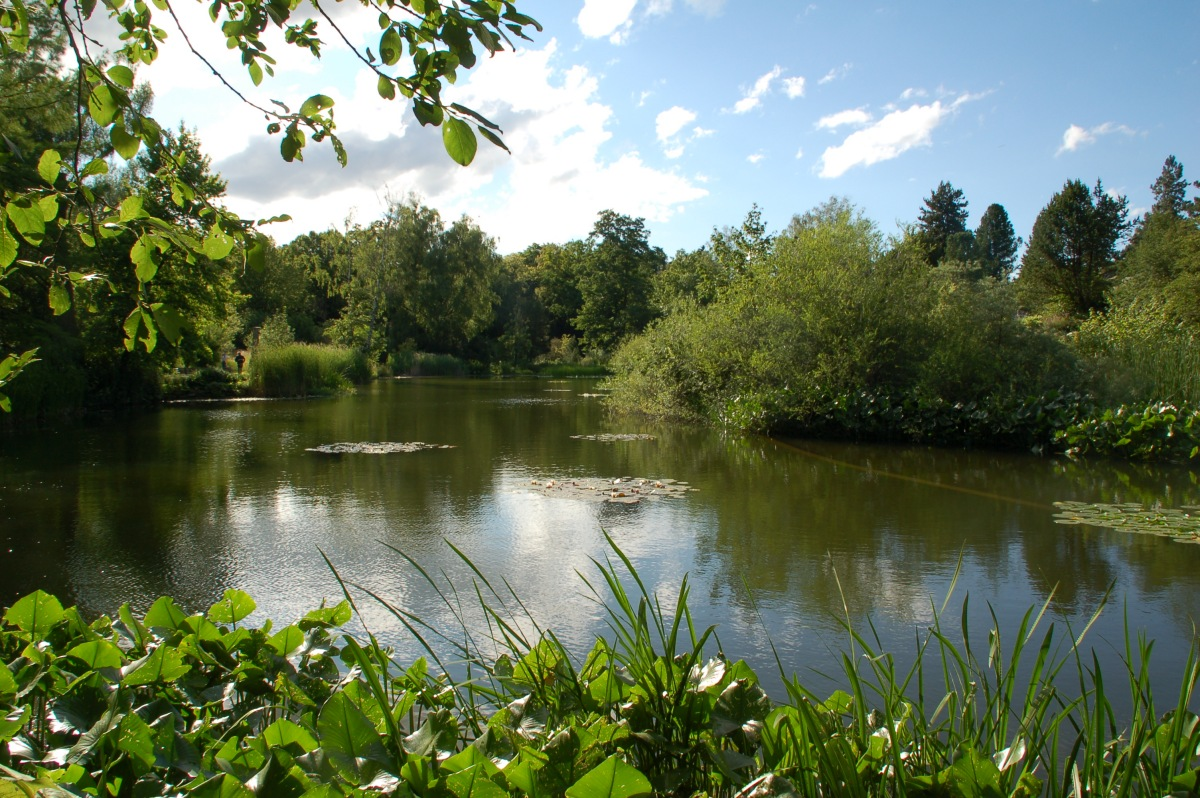
Estanque.

Actualmente, el jardín botánico cultiva unas 14 000 especies en aproximadamente 18 hectáreas, y sirve para fines educativos de la población en general y para las prácticas de los estudiantes de la Universidad de Múnich, además de preservar plantas raras y especies de abejas de Europa. Entre sus áreas más significativas:
- Alpinum, con Lilium martagon, Anemone, Prímulas,  Hepáticas, Saxifragas.
- Arboreto, con árboles caducifolios como Fagus, tuliperos, Magnolias, y perennifolios con una gran colección de coníferas.

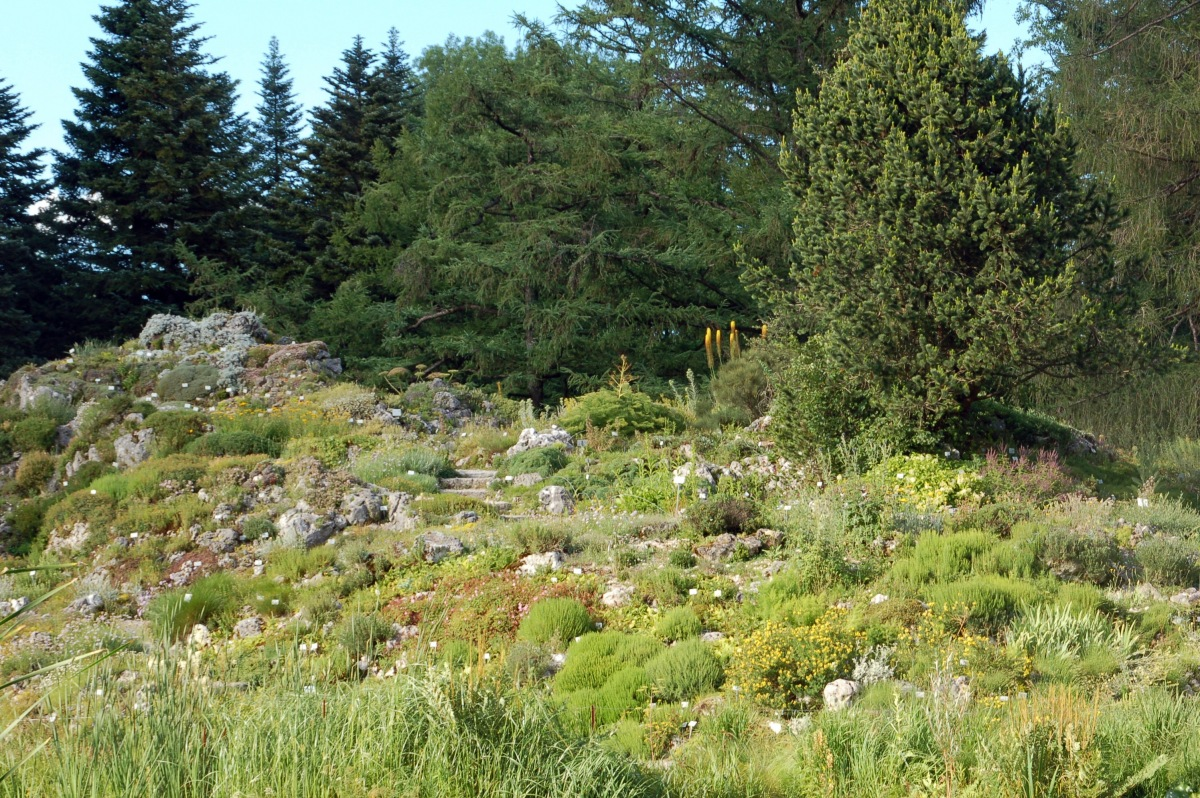
Alpinum.

- Colección de plantas de humedales.
- Colección de plantas de estepas.
- Colección de rhododendron.
- Rosaleda.
- Jardín sistemático.
- Jardín de plantas medicinales.
- Invernaderos el jardín también contiene un extenso complejo de invernaderos (4500 m² de área total en 11 invernaderos), incluyendo espacios para bromelias y Arecaceae, cactus y suculentas, cycas, helechos, orquídeas, y plantas mexicanas. La colección de orquídea incluye unas 2700 especies de 270 géneros, además de híbridos, con colecciones especiales de Catasetinae, Cattleya (unifoliadas), Cymbidium, Dendrobium, Dracula, Paphiopedilum, Phragmipedium, Pleione, Stanhopeinae, Vanda y Zygopetalinae.

Un jardín botánico satelital de este jardín es el Alpengarten auf dem Schachen (a 1860 m de altitud).

## Galería de imágenes

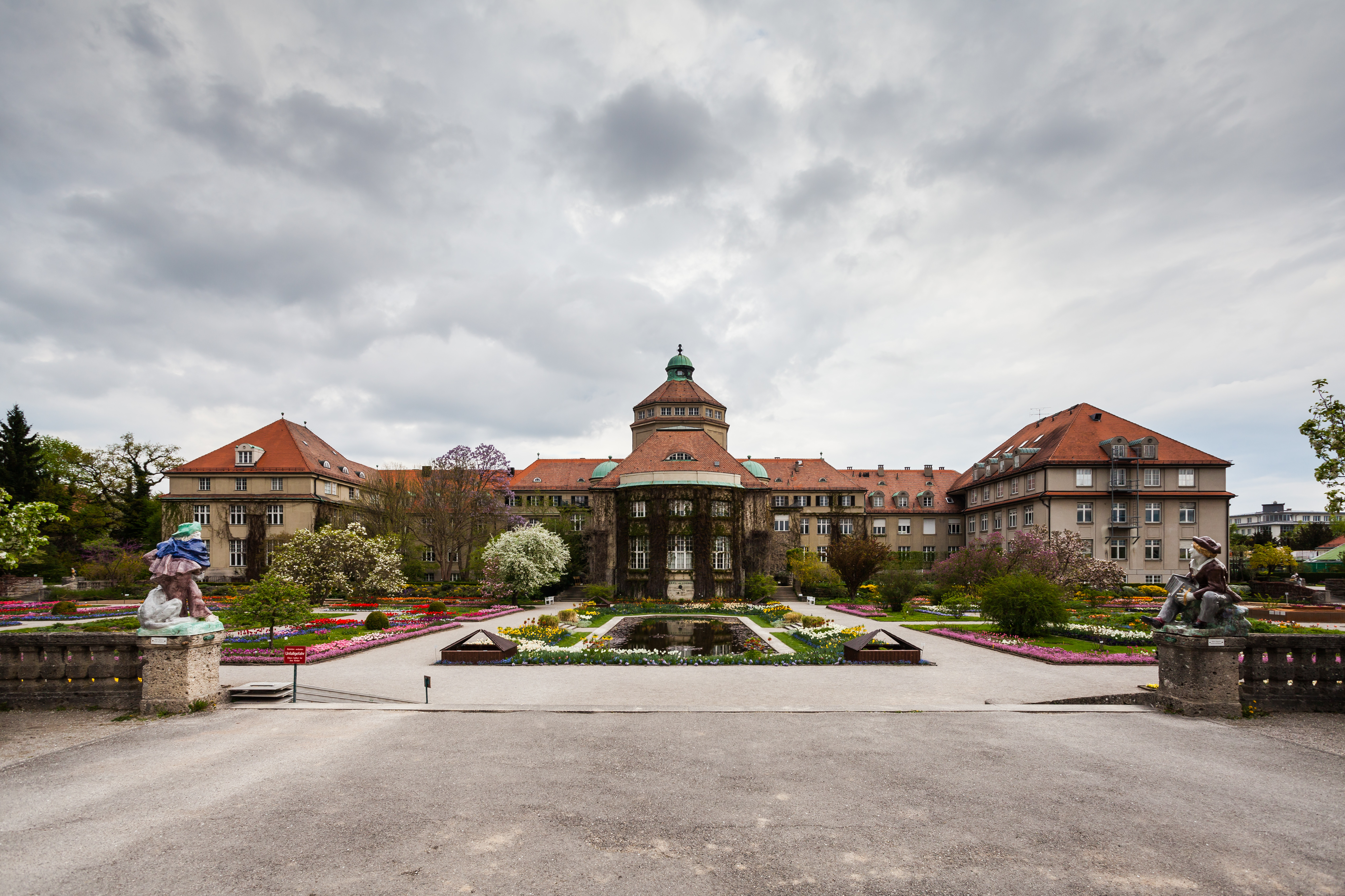
Edificio principal.
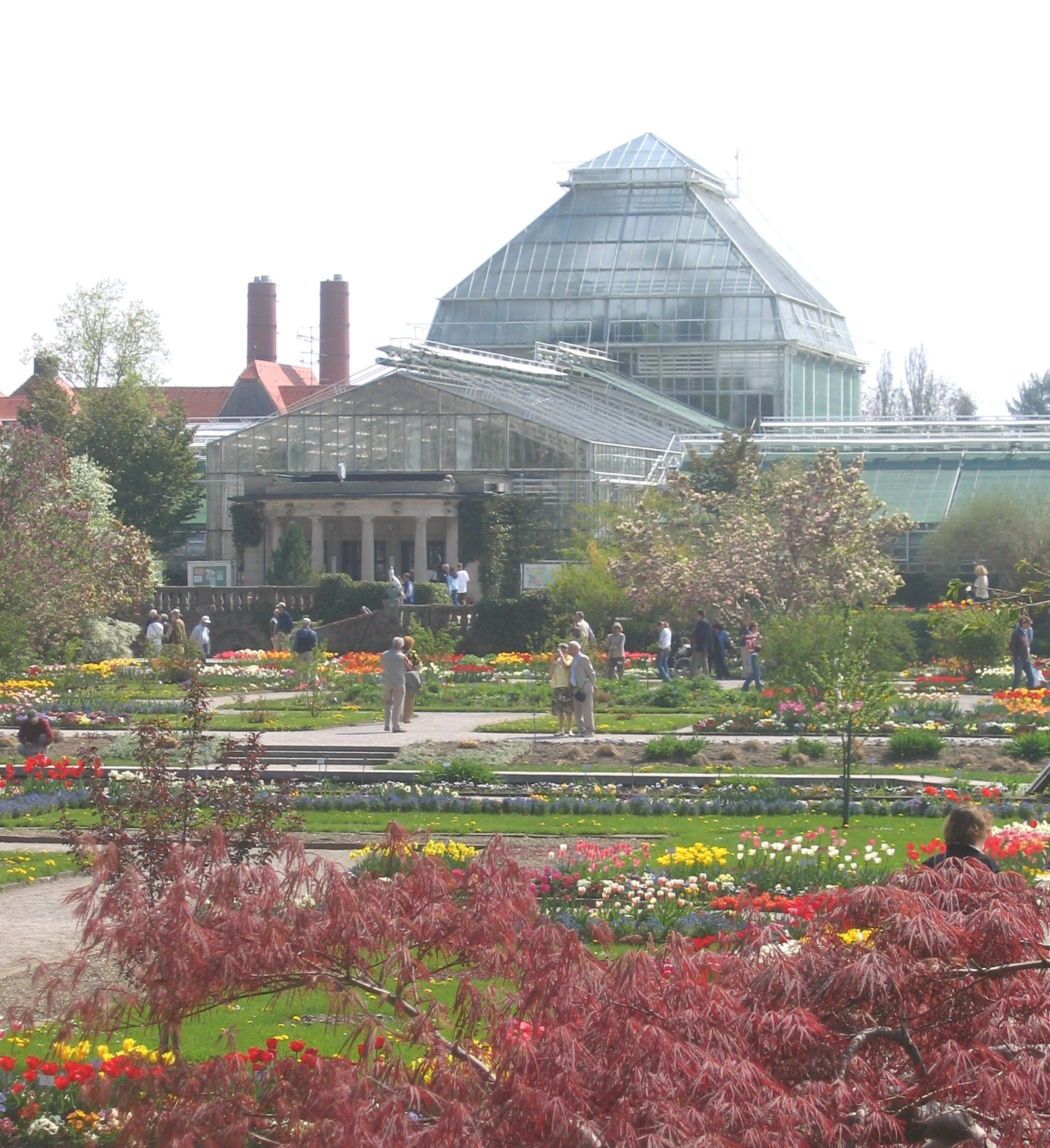
Invernaderos.
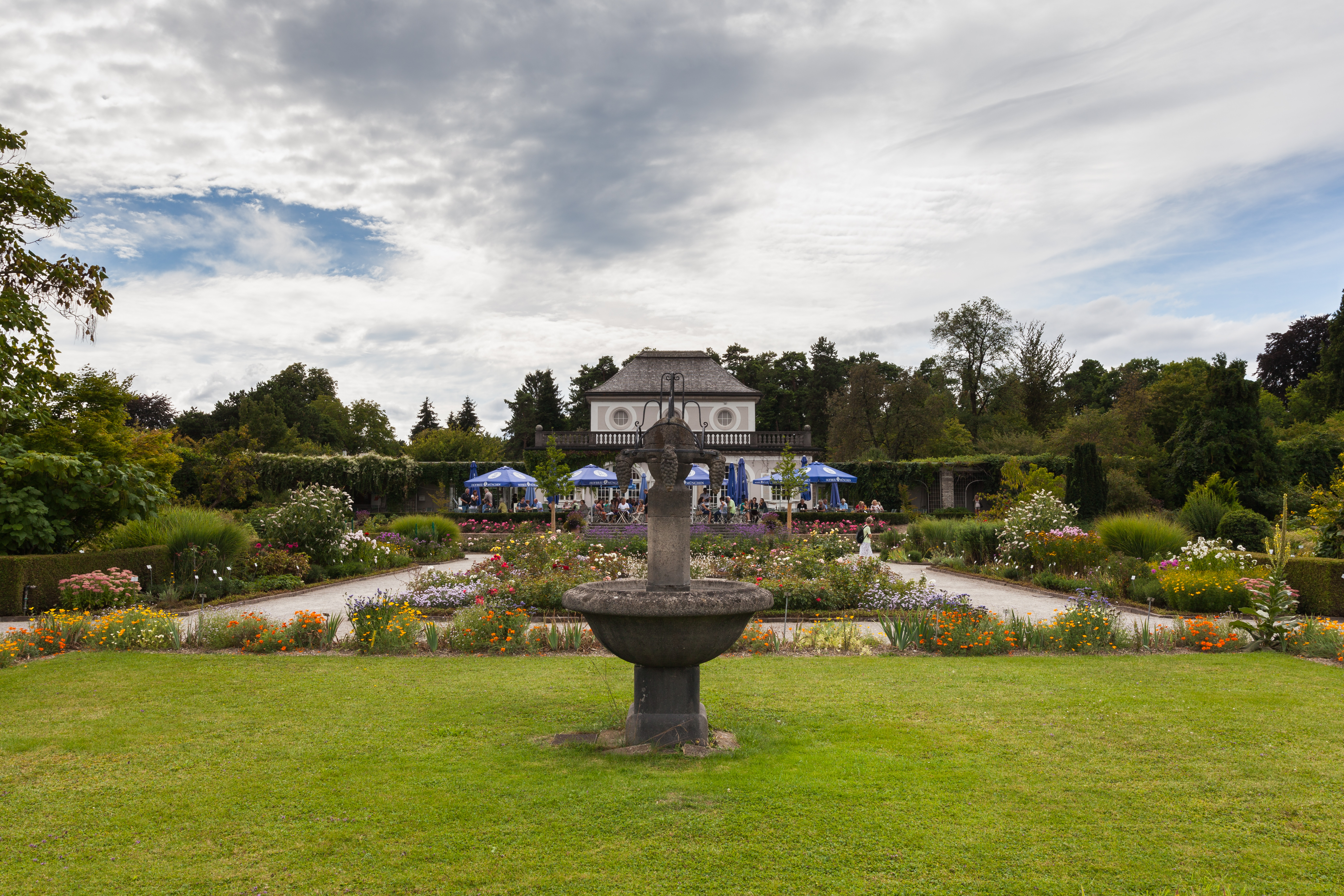
Fuente y restaurante al fondo.
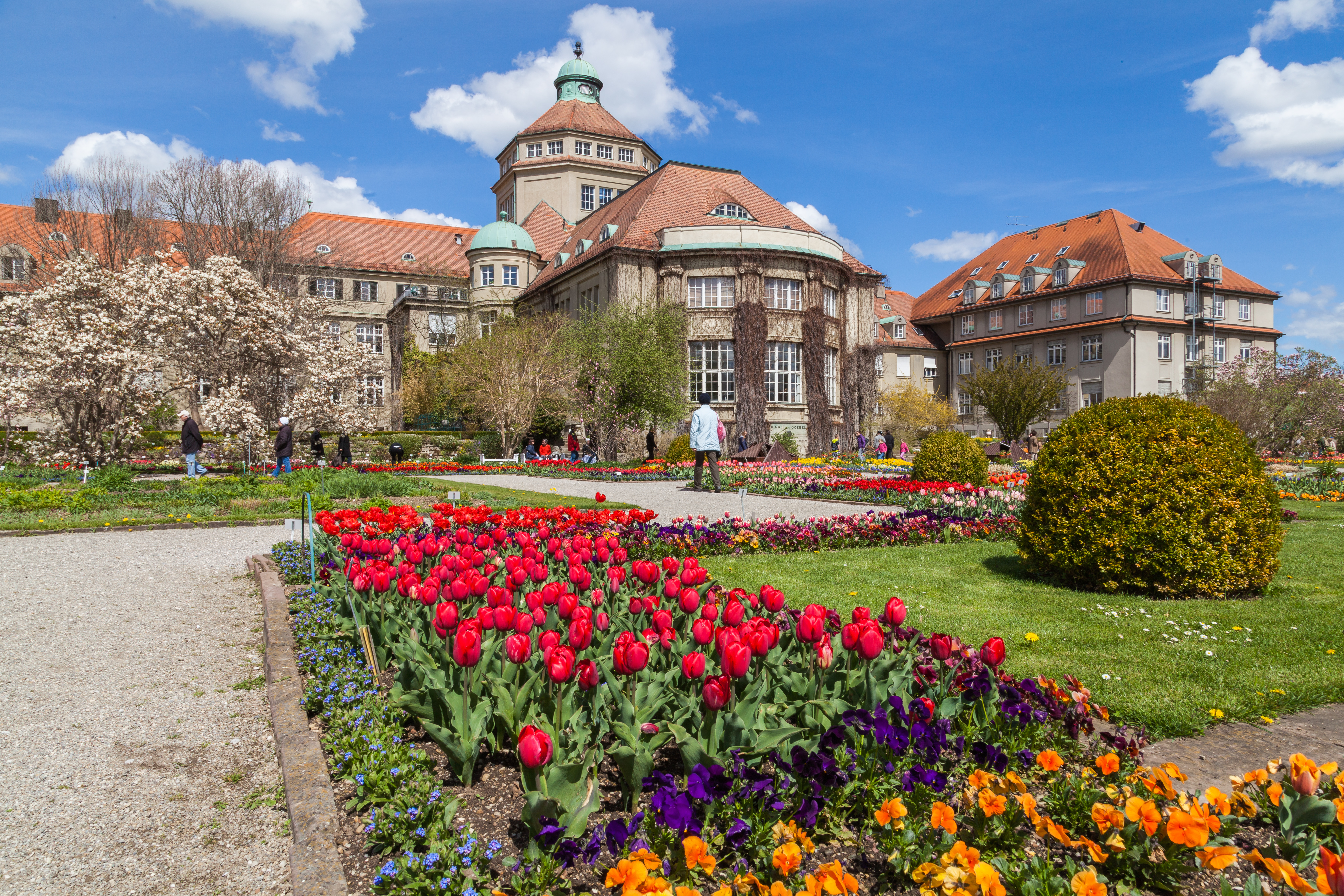
Jardín de las Joyas.
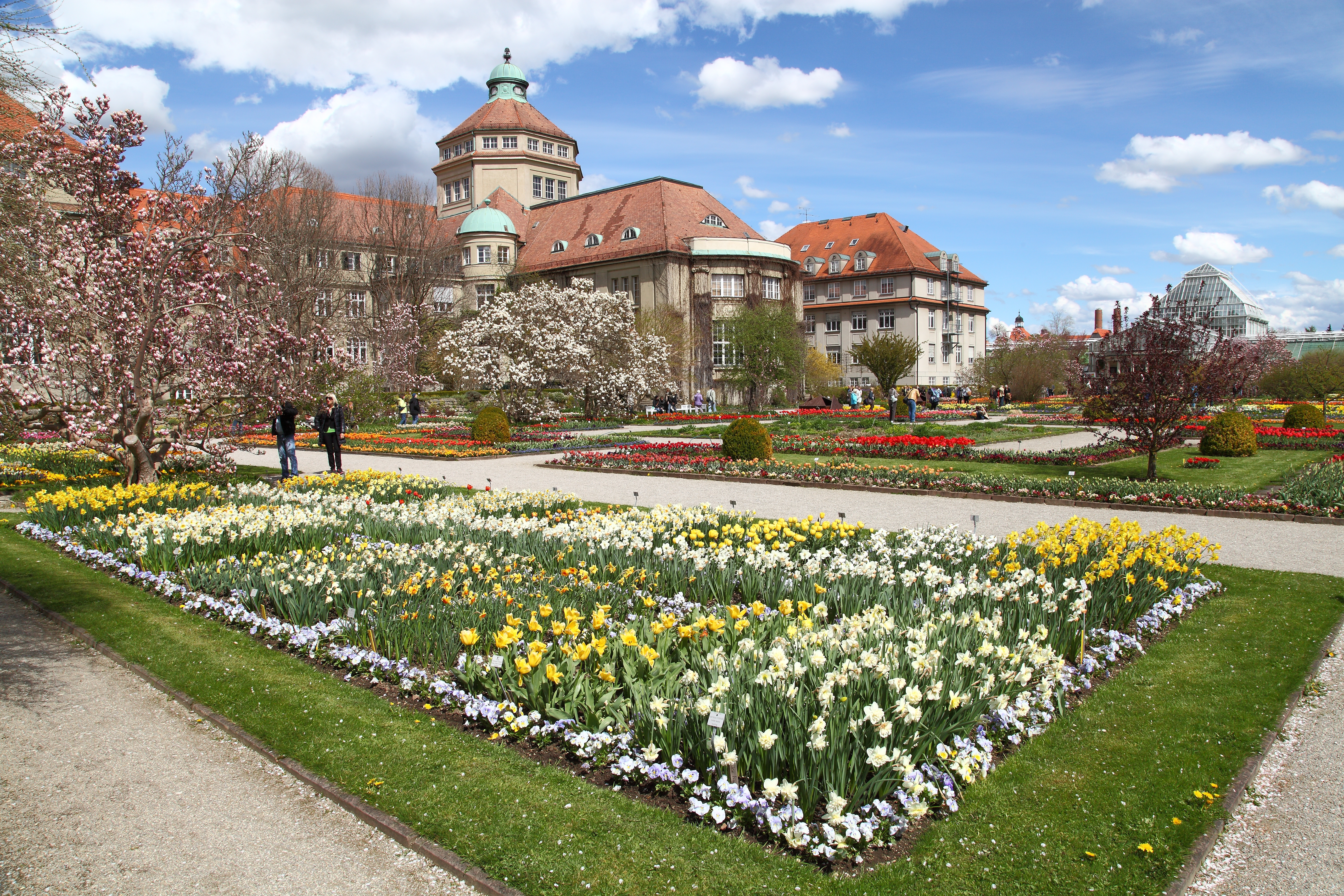
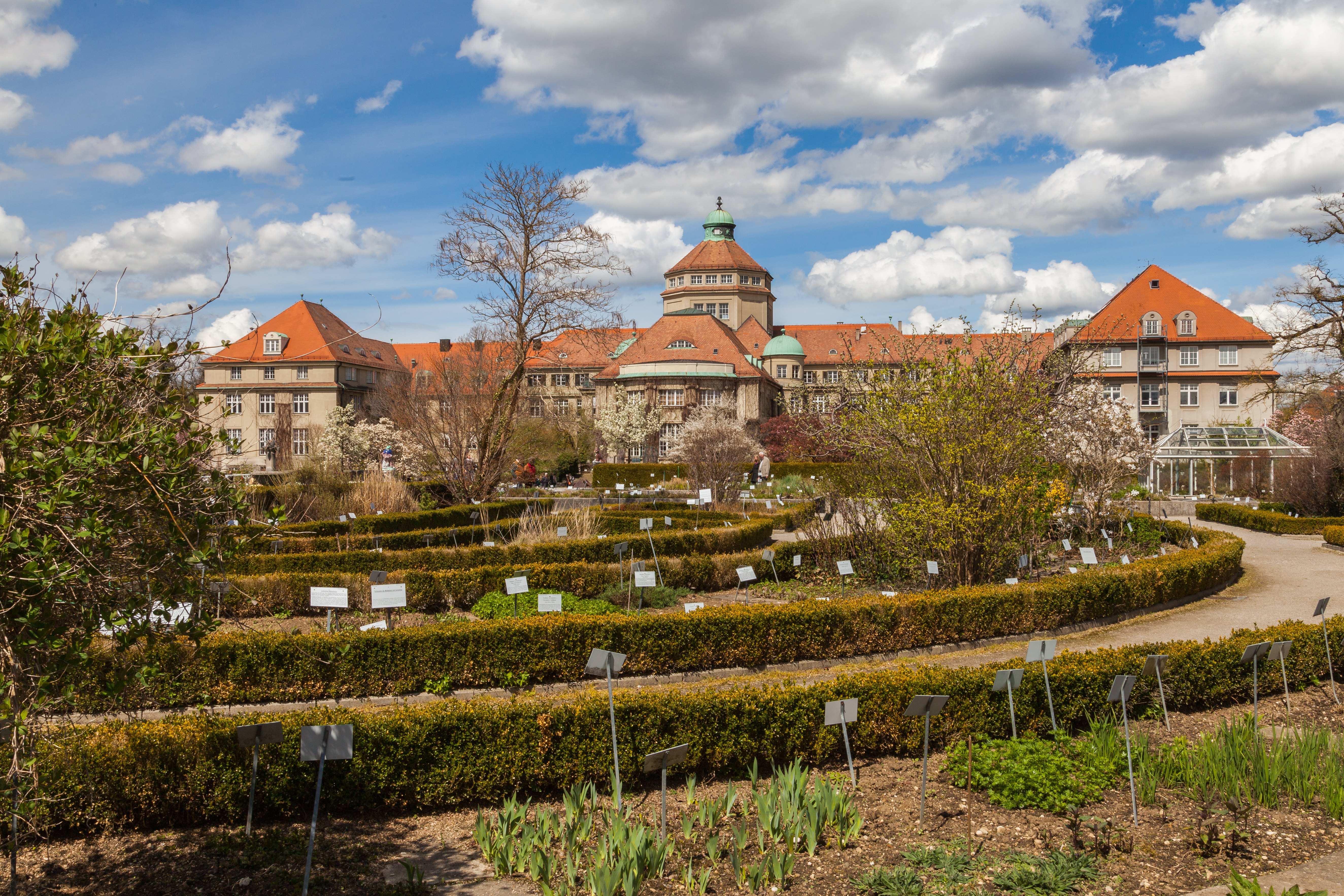
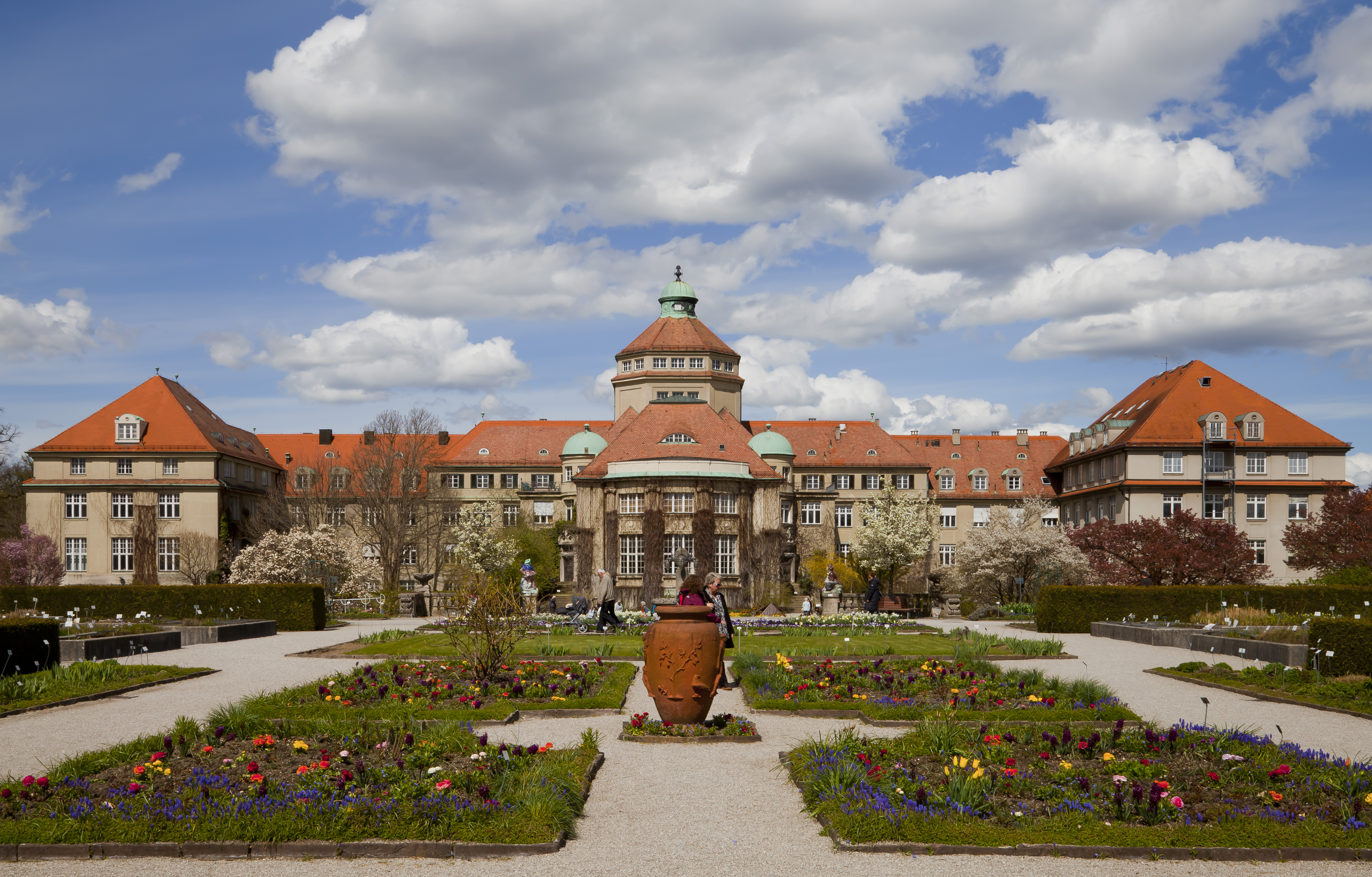
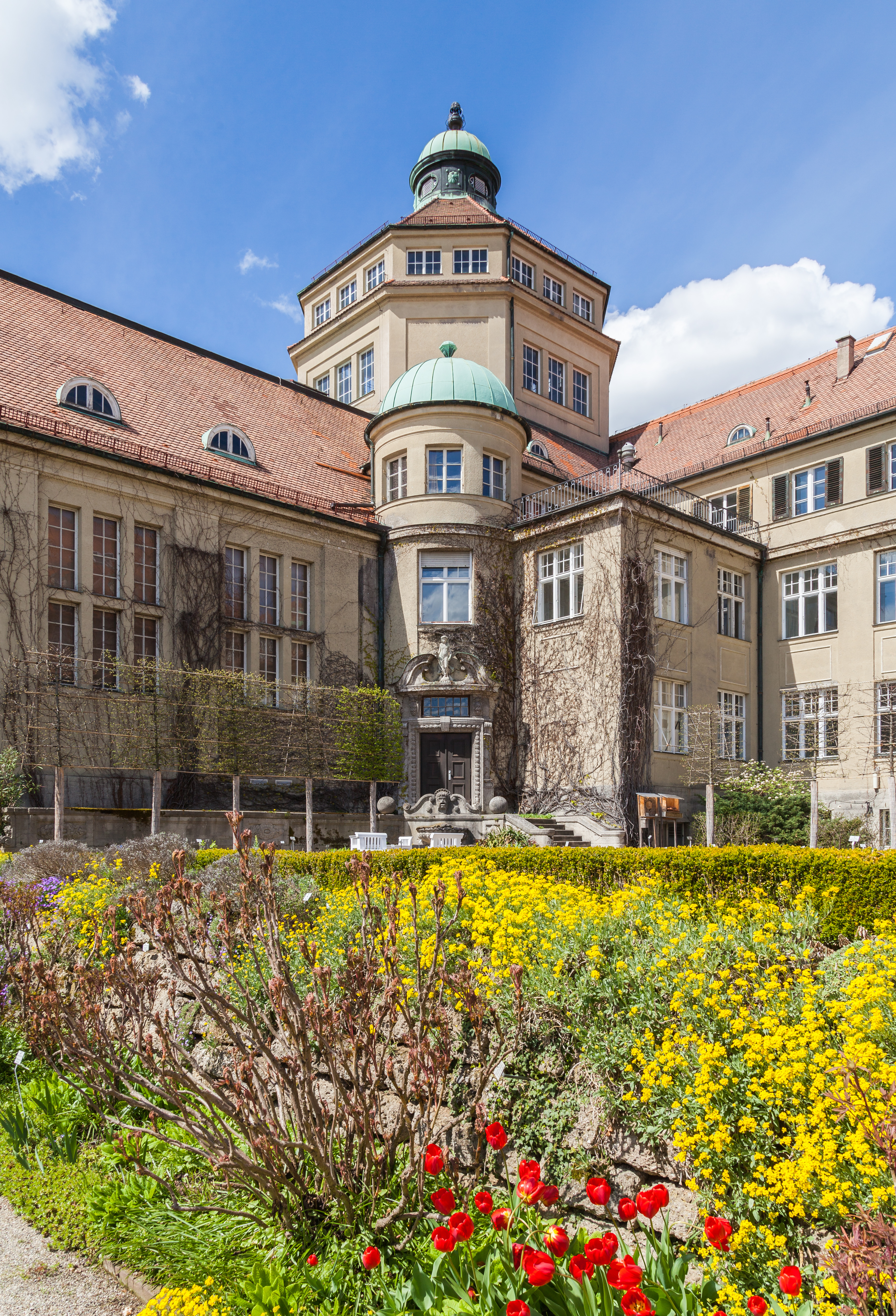
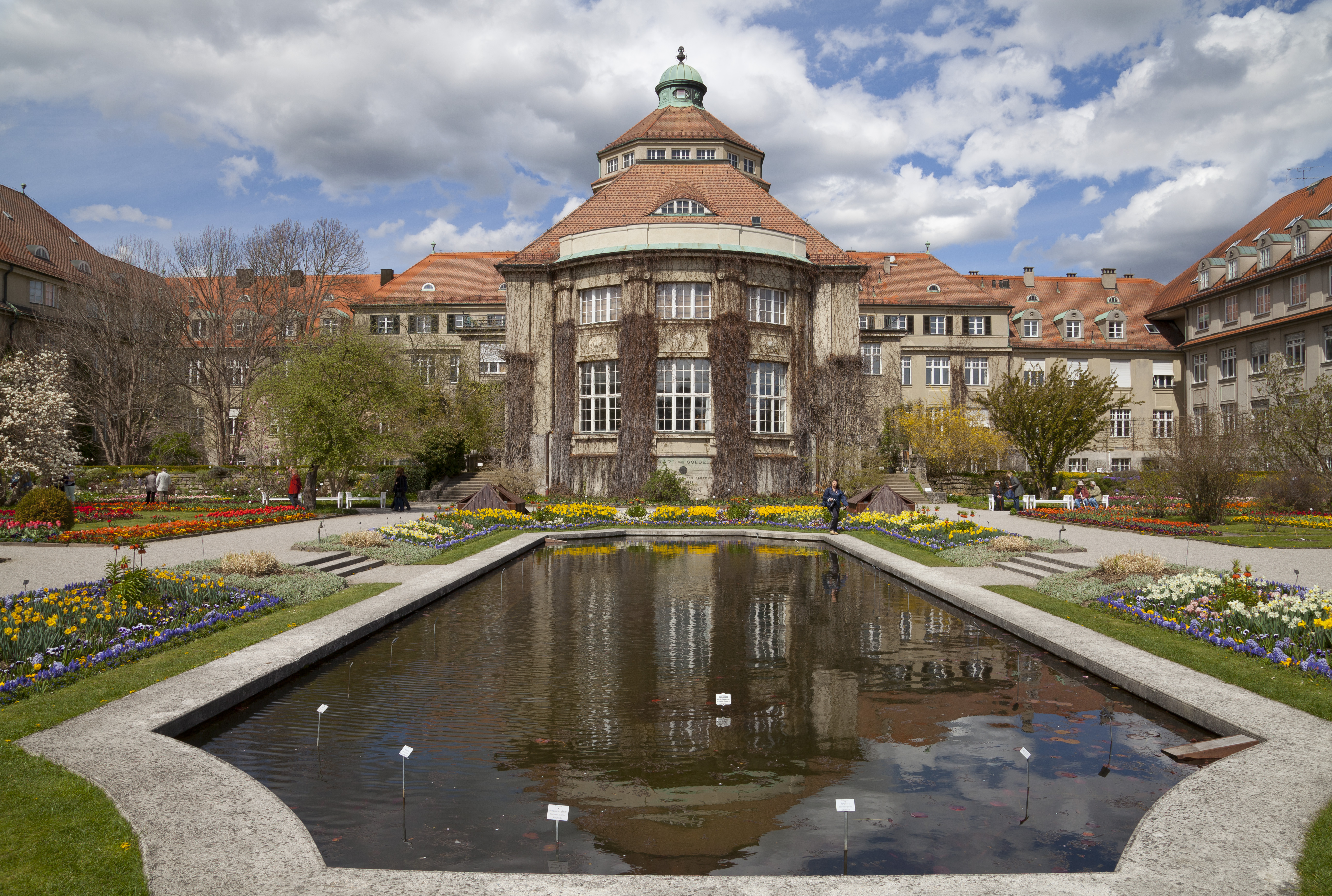